# Beulah Quo
Beulah Quo (17 de abril de 1923 - 23 de octubre de 2002) fue una actriz y activista chino-estadounidense nacida en Stockton (California). La ortografía de su apellido cambió de Kwoh a Quo porque le preguntaban constantemente si KWOH era una emisora de radio. Protagonizó muchas películas y series de televisión a partir de mediados de la década de 1950, destacando por sus apariciones en General Hospital (1963), Chinatown (1974) y Brokedown Palace (1999). También abogó por más y mejores roles de pantalla para los actores asiáticos, y fundó varias organizaciones en pos de ese objetivo.

## Vida personal
Quo recibió una licenciatura en Bienestar Social de UC Berkeley y una maestría de la Universidad de Chicago . En la década de 1940, mientras trabajaba en China como maestra, Quo escapó del comunismo en un destructor estadounidense junto con su esposo, Edwin Kwoh, y su hijo pequeño. Después de reasentarse, también trabajó en el edificio chino YWCA, que ahora es el Museo y Centro de Aprendizaje Nacional Chino Americano.

## Muerte
El 23 de octubre de 2002, Beulah Quo murió de insuficiencia cardíaca durante una cirugía cardíaca de emergencia en La Mesa, California a la edad de 79 años. Los East West Players tienen una Fundación Beulah Quo y Edwin Kwoh creada para promover la educación teatral.